# Embolus

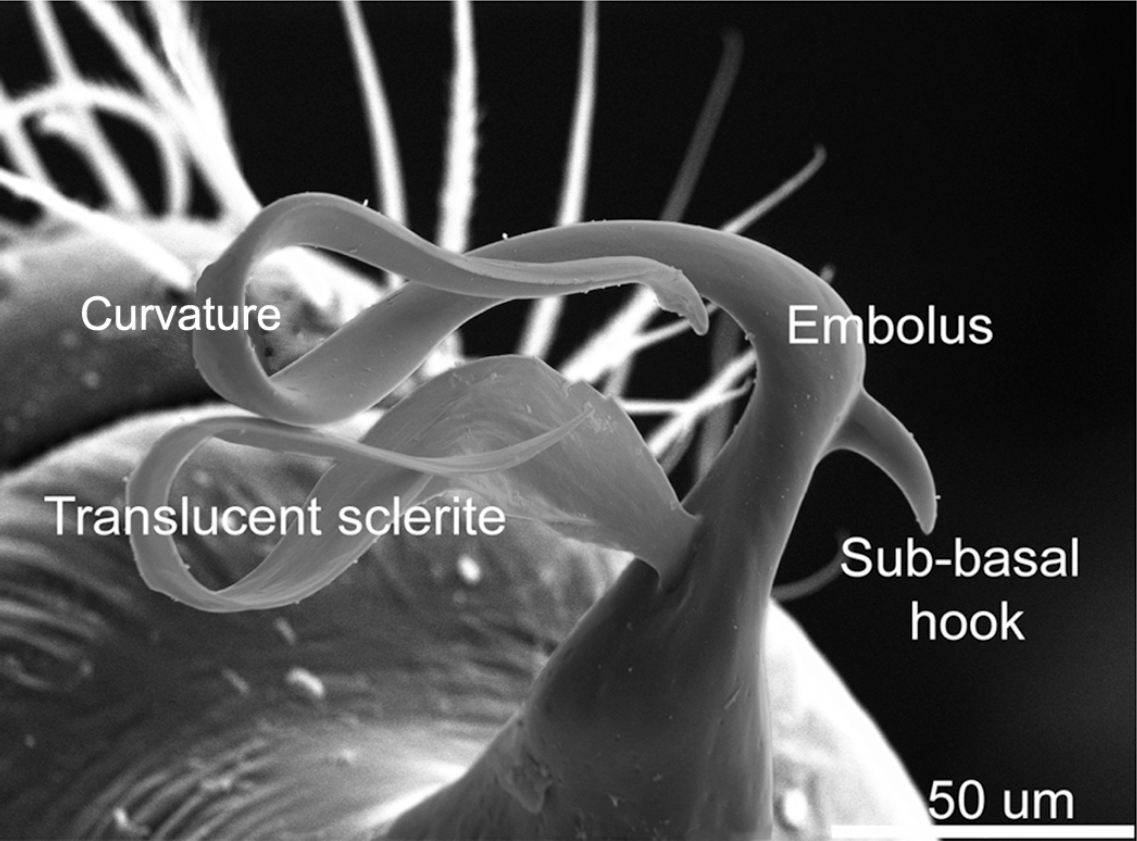
Zdjęcie SEM embolusa i osadzonego na nim sklerytu przejrzystego u Unicorn catleyi

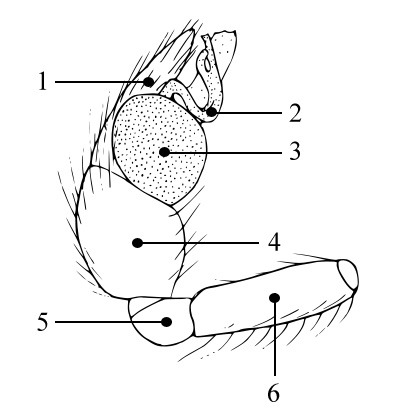
Lewy nogogłaszczek samca Anisaedus levii w widoku przednio-bocznym. Embolus oznaczony cyfrą 2

Embolus – element męskich narządów rozrodczych niektórych pajęczaków.

## Pająki
U samców niektórych pająków embolus stanowi odsiebną część narządów kopulacyjnych w formie zesklerotyzowanego wyrostka. Znajduje się on, podobnie jak reszta aparatu kopulacyjnego, w końcowej części nogogłaszczków, gdzie służy za przedłużenie dystalnej części spermoforu. 
W trakcie kopulacji embolus wprowadzany jest do układu rozrodczego samicy przez otwór kopulacyjny w jej płytce płciowej (epigynum). Zgromadzona w bulbusie sperma jest przekazywana przez spermofor i embolus celem jej zaplemnienia.

## Kapturce
U samców kapturców embolus ma postać łukowatego wyrostka, zlokalizowanego na stopach odnóży krocznych trzeciej pary. Na jego wierzchołku znajduje się otwór, przez który zasysana jest sperma z właściwego otworu rozrodczego na szczycie penisopodobnego wyrostka. Prawdopodobnie kopulacja odbywa się podobnie jak u pająków.